# René Jacobs
Pour les articles homonymes, voir Jacobs.
René Jacobs, né le 30 octobre 1946 à Gand, est un contreténor et chef d'orchestre belge.

## Biographie
Il étudie la philologie classique à l'université de Gand, tout en suivant des cours de chant avec le ténor et chef d’ensemble Louis Devos, ainsi qu’avec le contreténor Alfred Deller.
Sa technique particulière de chant mixe sa voix de ténor naturelle et son registre de tête d'alto : cette mezzana voce ou « voix moyenne » le distingue d'autres falsettistes qui n'utilisent que le registre de tête fort limité en puissance. Il a interprété à l'opéra des rôles comme Orphée de Gluck ou Alessandro et Admeto de Haendel.
Il enseigne le latin et le grec pendant trois ans avant de se consacrer uniquement à la musique.
En 1977, il crée son ensemble le Concerto Vocale qui se spécialise dans l'étude et l'enregistrement de partitions vocales méconnues des débuts de la musique baroque, dont des œuvres de Heinrich Schütz, Marc-Antoine Charpentier, le cycle des cantates Membra Jesu Nostri de Buxtehude et plusieurs opéras de Francesco Cavalli, dont La Calisto qui est monté à La Monnaie de Bruxelles.
En parallèle, René Jacobs enseigne notamment à la Schola Cantorum Basiliensis et, depuis 1988, il assume également des responsabilités au sein du Centre de Musique baroque de Versailles.
En 1991, il devient directeur artistique du festival d'Innsbruck.
En tant que chef d'orchestre, il effectue un important travail musicologique sur des manuscrits en réécrivant l’instrumentation et l’ornementation des parties vocales de nombreuses œuvres de la période baroque.
En 2001, l’Académie Charles-Cros lui a attribué le prix In honorem, qui est la plus haute récompense de cette académie, pour son enregistrement de Croesus de Reinhard Keiser et pour l’ensemble de sa carrière.
En 2004, il obtient le Cannes Classical Award pour Rinaldo de Georg Friedrich Haendel et plusieurs distinctions dans des revues spécialisées en Angleterre (la revue Gramophone) et en France (les revues Diapason et Le Monde de la musique). Son enregistrement en 1995 de l'oratorio Maddalena ai piedi di Cristo d'Antonio Caldara reçoit notamment le Diapason d'or de la l'année et un Gramophone Award du magazine Gramophone.
Au début de l'année 2005, René Jacobs est élu « artiste de l’année » par le MIDEM, qui distingue également sa direction des Noces de Figaro de Mozart en lui attribuant deux MIDEM Classical Awards. Quelques semaines plus tard, ce même enregistrement est distingué à Los Angeles par un Grammy Award.

## Filmographie
Le documentaire Une leçon particulière de musique avec René Jacobs, tourné à Montepulciano en Toscane, permet de le voir donner des conseils d'interprétation d'arias de Haendel à deux chanteuses. Il parle également de son parcours ainsi que de son point de vue sur l'interprétation de la musique baroque en particulier (direction artistique Olivier Bernager, réalisation Claude Mourieras, production La Sept, Com'unimage, Radio France, 52 min).

## Discographie sélective
- Claudio Monteverdi : Concert spirituel - Concerto Vocale, R. Jacobs, alto - Harmonia Mundi
- Marc-Antoine Charpentier : 3 Leçons de Ténèbres du Mercredy Sainct, H.96, H.97, H.98, 3 Répons du Mercrediy Sainct, H.111, H.112, H.113, 3 Leçons de Ténèbres du Jeudy Sainct, H.102, H.103, H.109, Concerto Vocale, René Jacobs, (haute-contre et direction), Judith Nelson, soprano, Anne Verkinderen, soprano, William Christie, clavecin et orgue, Konrad Junghänel, théorbe, Wieland Kuijken, Adelheid Glatt, basse de viole (recorded 08/1977 and 01/1978) 3 LP Harmonia Mundi HM 1005/6/7.
- Marc-Antoine Charpentier : 3 Leçons de Ténèbres du Vendredy Sainct, H.105, H.106, H.110, 6 Répons du Mercredy Sainct. H.114.H.115, H.116, H.117, H.118, H.119,  Concerto Vocale, René Jacobs, (haute-contre et direction), Judith Nelson, soprano, Anne Verkinderen, soprano, William Christie, clavecin et orgue, Konrad Junghänel, théorbe, Wieland Kuijken, Adelheid Glatt, basse de viole. (enregistré le 01/1978 et 01/1979) 2 LP Harmonia Mundi HM 1008/09,
  - Report partiel en 3 CD (sans les Répons H.114, H.115, H.116, H.117, H.118, H.119), 3 Leçons de ténèbres du Mercredi Sainct, H.96, H.97, H.98 et 3 Répons du Mercredi Sainct, H.111, H.112, H.113, (HMC 901005 1978) - 3 Leçons de ténèbres du Jeudy Sainct, H.102, H.103, H.109 (HMC 901006 1978) - 3 Leçons de ténèbres du Vendredy Sainct, H.105, H.106, H.110 (HMC 901007 1979).
- Marc-Antoine Charpentier :  David et Jonathas H.490, (rôle de La Pythonisse), Maitrise de l'Opéra de Lyon, English Bach Festival Baroque Orchestra, direction Michel Corboz - 2 CD Erato 1982 report 2010.
- Marc-Antoine Charpentier :  Motets à voix seule et à 2 voix, (H.21, H.22, H.27, H.127, H.134, H.245, H.273, H.280, H.343, H.349, H.350, H,373, H.423), Concerto Vocale, (René Jacobs, alto et direction), Judith Nelson, soprano, William Christie, orgue, Konrad Junghänel, théorbe, Jaap ter Linden, violoncelle, Trix Landolf, Kathrin Bopp, violon - 1 CD - Harmonia Mundi (07/1984)
- Giacomo Carissimi : Duos et Canttes, Concerto Vocale, Agnès Mellon, soprano, René Jacobs, contre-ténor - 1 CD Harmonia Mundi 1987
- Pergolèse : Stabat Mater - Concerto Vocale, Sebastian Hennig, soprano, René Jacobs, alto et direction - Harmonia Mundi
- Schütz : Kleine Geistliche Konzerte (sélection) - Concerto Spirituale - René Jacobs, alto et direction - Sebastian Hennig, soprano - Kee Junghänel et Mihoko Kimura, violons - Jaap ter Linden, viole de gambe et basse de viole - Konrad Junghänel, luth et théorbe - William Christie, clavecin et orgue - Harmonia Mundi, collection Musique d'abord
- Monteverdi : Les trois opéras : Orfeo, Il ritorno d'Ulisse in patria, L'incoronazione di Poppea - Harmonia Mundi
- Purcell : Dido and Æneas - The Clare College Choir, l'Orchestre de l'âge des Lumières - Harmonia Mundi
- Scarlatti : Il primo omicidio - Richard Croft, ténor (Adam) ; Dorothea Röschmann, soprano (Êve) ; Bernarda Fink, alto (Cain) ; Graciela Oddone, soprano (Abel) ; René Jacobs, contreténor (voix de Dieu) ; Antonio Abete, basse (voix de Lucifer) ; Akademie für Alte Musik Berlin, dir. René Jacobs (1997, 2CD Harmonia Mundi HMC 901 649.50)[1] (OCLC 872158245)
- Haendel : Oratorios : Saül, Messiah - Harmonia Mundi, 2008
- Bach : Passion selon saint Jean - Werner Güra, évangéliste - Benno Schaschtner, Contre-ténor - Sunhae Im, soprano - Sebastian Kohlhepp, ténor - Johannes Weisser, basse (Vox Christi) - Akademie für Alte Musik Berlin - RIAS Kammerchor, dir. René Jacobs - Harmonia Mundi